# 有田村 (三重県)
有田村（うだむら）は三重県度会郡にあった村。現在の玉城町の北東部、伊勢市小俣町湯田・小俣町新村、多気郡明和町大字明星の一部（妻ヶ広地区）にあたる。

## 地理
- 河川：外城田川
- 山：大仏山

## 歴史
- 1889年（明治22年）4月1日 - 町村制の施行により、湯田村・新村・井倉村・長更村・中楽村・久保村・妙法寺村・岡村・谷村・門前村・坂本村・玉川村・世古村の区域をもって発足。
- 1955年（昭和30年）4月10日 - 分割し、大字長更・世古・門前・坂本・谷村・玉川・岡村・妙法寺・中楽・久保および井倉の一部（字妻ヶ広を除く）が田丸町・東外城田村と合併して玉城町が発足。大字湯田・新村および井倉の一部（字妻ヶ広）が小俣町に編入。同日有田村廃止。
- 1957年（昭和32年）1月15日 - 小俣町のうち旧村域の一部（妻ヶ広）を多気郡斎明村に編入。

## 地域

### 教育
- 有田村立有田小学校

## 交通

### 鉄道路線
- 参宮急行電鉄（現・近畿日本鉄道）
  - 本線（1942年廃止）
    - 伊勢有田駅

## 名所・旧跡・観光スポット・祭事・催事
- 湯田神社